# 阳虎
阳虎（？—？），姬姓，阳氏，名虎，一名阳货，春秋鲁国人，孟孙氏的族人，季孙氏的家宰，一度“陪臣执国命”，控制三桓，掌握鲁的实权，囚禁主公季桓子三年，最後造反失敗，逃奔晉國。

## 生平簡介
陽虎原是季平子季孫意如的家臣。魯定公五年（前505年），季孫意如死後，陽虎知道季孫氏的季寤、公鉏極、公山弗擾不得志，叔孫氏的叔孫輒不被叔孫武叔寵信，叔仲志在魯國不得志，拉攏了這五人，想以季寤掌握季孫氏，以叔孫輒掌握叔孫氏，自己掌握孟孫氏，以奪取三桓輪流擔任魯國執政的機會。他在魯國擔任執政長達三年之久，甚至囚禁已故主公的繼承人季孫斯。
魯定公八年（前502年）十月初三，陽虎計劃在蒲圃設享禮時，暗殺季孫斯。陽虎驅車在前，林楚為季孫斯駕車，陽虎的從弟陽越走在最後。將到蒲圃，季孫斯策反了林楚，命林楚射殺陽越，陽氏大敗。陽虎劫持魯定公和叔孫武叔以攻打孟孫氏，孟孫氏家臣公斂處父擊敗陽虎。季寤祭拜了季氏的祖廟，然後逃走。陽虎入讙邑（今山東寧陽）、陽關（今山東泰安）而叛變。次年，陽虎失敗，逃到晉國，投奔趙簡子。

## 陽虎與孔子

### 孔子周遊列國時被誤認
孔子與阳虎長相神似，但是孔子不齒阳虎專橫跋扈的作為。陽虎曾興兵攻打匡邑（今河南省长垣县张寨乡孔庄村），匡人恨之，當時周遊列國至匡邑的孔子曾被誤認為陽虎，一度身陷險境。

### 勸孔子出仕
陽虎想會見孔子而未獲同意，便贈送一頭乳豬，讓孔子去他家回謝。孔子乘他不在時，前往拜謝，不料在半途遇上了。陽虎說：「自己身懷本事卻放任國家混亂，可以稱為仁嗎？」孔子說：「不可。」陽虎說：「想做大事卻屢次喪失時機，可以稱為智嗎？」孔子說：「不可。」陽虎說：「時光飛逝，歲月不等人啊！」孔子說：「好吧，我準備做官了。」

## 阳虎在齐国
陽虎攻三桓失敗後，曾經逃奔齊國，獲得齊景公的禮遇。齊大夫鮑文子勸諫說：「不可。陽虎受寵於季孫氏卻反叛季孫氏，是貪其富貴的行為。如今主公富於季孫氏，而且齊國也大於魯國，陽虎明顯不懷好意。」於是齊景公令人囚禁陽虎。